# Mount Hooker
Mount Hooker ist ein 3800 m hoher Berg mit abgerundetem Gipfel im ostantarktischen Viktorialand. Er ragt unmittelbar südlich des Mount Lister in der Royal Society Range  des Transantarktischen Gebirges auf. 
Teilnehmer der Discovery-Expedition (1901–1904) unter der Leitung des britischen Polarforschers Robert Falcon Scott entdeckten ihn. Scott benannte ihn nach dem Botaniker Joseph Dalton Hooker (1817–1911).